# Zhejiangopterus
Zhejiangopterus  es un género de pterosaurios pterodactiloides azdárquido que vivió en China durante en el periodo Cretácico Superior.
El género fue nombrado en 1994 por los paleontólogos chinos Cai Zhengquan y Wei Feng. La especie tipo es Zhejiangopterus linhaiensis. El nombre del género se refiere a la provincia de Zhejiang y al término griego latinizado pteron, "ala". El nombre de la especie se refiere a la ciudad de Linhai. 

## Historia
En 1986 un joven trabajador de una cantera de caliza llamado Xu Chengfa halló un fósil grande cerca del pueblo de Aolicun. Xu informó por correo al director del Museo Zhejiang de Historia Natural en Hangzhou, Ming Hua, quien entendió que los restos pertenecían a un pterosaurio desconocido. Entonces despachó un equipo consistente de los descriptores y Wu Weitang para investigar. Ellos aseguraron el fósil, instruyendo a la población local para alertar de hallazgos adicionales. El propio Xu consiguió hallar tres especímenes más antes de morir trágicamente en un accidente en 1988; otro trabajador halló un cráneo completo.
A principios de la década de 1990 se habían recuperado seis grandes fósiles en total de la formación Tangshang, una capa de 81.5 millones de años del Campaniense. Entre estos se encontraba el holotipo, ZMNH M1330, la impresión de un cráneo de un individuo juvenil. Varios paratipos fueron referidos: ZMNH M1325, un esqueleto que carecía de cráneo; ZMNH M1328, un esqueleto casi completo y ZMNH M1329, un esqueleto fragmentario.

## Descripción

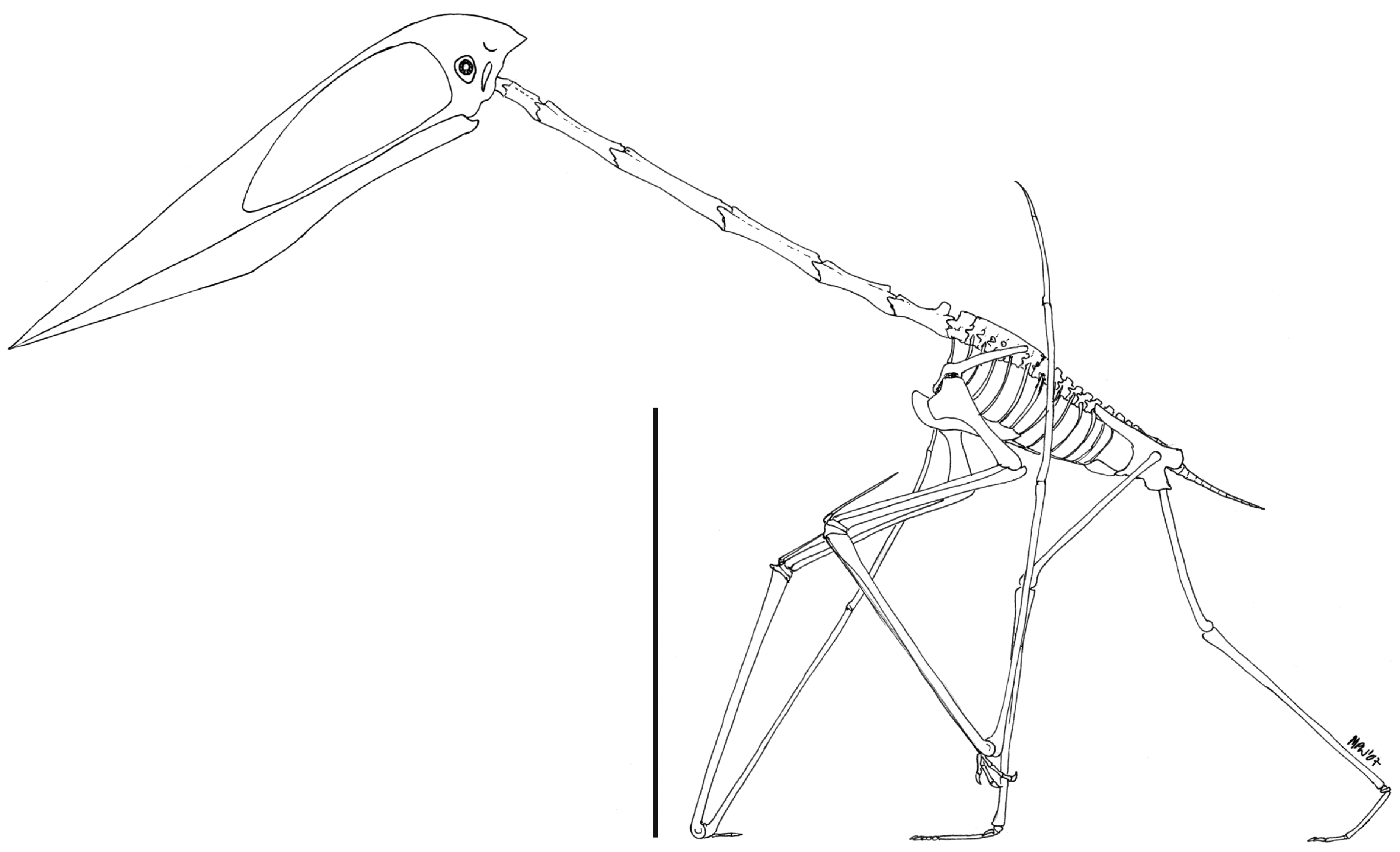
Esqueleto reconstruido de Zhejiangopterus linhaiensis. La barra de medida equivale a 500 mm.

Zhejiangopterus era un pterosaurio moderadamente grande. Su envergadura alar fue inicialmente estimada en cinco metros. Estimaciones posteriores la redujeron a cerca de 3.5 metros. Su cráneo es alargado, bajo, perfectamente arqueado, y carecía de la "quilla" o cresta vista en otras especies emparentadas. La abertura nasal y la gran abertura abierta entre las anrinas y los ojos típica de los arcosaurios (la "fenestra anteorbital") se habían unido en una especie única abertura oval que ocupaba cerca de la mitad de la longitud del cráneo. El pico era largo, delgado, de puntas aguzadas y carecía de dientes. Las vértebras cervicales eran muy alargadas. Las primeras seis vértebras dorsales se fusionaron en un notarium. Varios pares de costillas del vientre se preservaron. Su hueso superior de la pata (fémur) era la mitad del tamaño del hueso superior del brazo (húmero), siendo delgado pero robusto. Las alas también eran robustas y cortas
Zhejiangopterus fue clasificado por sus descriptores originales como miembro de la familia Nyctosauridae, debido a que Pteranodon y Nyctosaurus eran los únicos pterosaurios desdentados de los que poseían buenas descripciones, mostrando un mayor parecido al último. Ellos lamentaron carecer de buenos datos sobre Quetzalcoatlus. No fue hasta 1997 que David Unwin determinó que Zhejiangopterus estaba más cercanamente relacionado con este gigantesco género norteamericano y que por lo tanto pertenecía a Azhdarchidae. Hasta la fecha no se conoce ningún otro azdárquido con un material del esqueleto tan completo.  